# ستالكير: نداء بريبيات
ستالكر: نداء بريبيات (بالإنجليزية: S.T.A.L.K.E.R.: Call of Pripyat)‏ هي لعبة فيديو من نوع عالم مفتوح وتصويب من منظور الشخص الأول. صدرت في 2 أكتوبر عام 2009.

## قصة
تبدأ بعد أن تقوم الحكومة بإرسال جيش واسع النطاق للسيطرة على منطقة تشيرنوبيل. طبقاً لخطة العملية، المجموعة العسكرية الأولى تقوم بعمل كشف جوي لتحديد الأمكان الهامة ومن ثم يتم استخدام الخرائط لارسال القوات العسكرية الرئيسية. وعلى الرغم من كل هذه التحضيرات العملية تفشل. ولمعرفة أسباب تحطم المروحيات وفشل العملية يرسل جهاز أمن أوكرانيا وكيلهم إلى المنطقة اسمه ديغتياريوف.

## الشخصيات
- الرائد ديغتياريوف هو الشخصية الأساسية٬ وكيل جهاز الأمن الأوكراني. قدم إلى منطقة تشيرنوبل لإيضاح أسباب فشل عملية «فارفاتير» العسكرية.
- كوفالسكي هو قائد فصيلة «سكات» العسكرية. عقب كوارث الطائرات حشد بقايا اطقامها واستقر بأحد مغاسل مدينة بريبيات.
- كوردان هو مهندس سكير بسفينة «سكادوفسك».
- نيترو هو مهندس تقني بمحطة «يانوف» ومحب لجماعة «فريدوم».
- هاوايان هو بائع أسلحة في محطة «يانوف» ومحب لجماعة «دوتي».
- بيرد هو بائع أطعمة معلبة وأحد مؤسسي سفينة «سكادوفسك» وقائد جماعة «لونرس».
- سلطان هو زعيم جماعة «بانديت» ويعيش في سفينة «سكادوفسك».
- أول هو بائع أسلحة بسفينة «سكادوفسك» وهو محب للزعيم «سلطان».

## روابط خارجية
- ستالكير: نداء بريبيات على موقع IMDb (الإنجليزية)